# Sarmstorf
Sarmstorf település Németországban, Mecklenburg-Elő-Pomeránia tartományban. Lakosainak száma 497 fő (2023. december 31.).

## Népesség
A település népességének változása:
| Lakosok száma | 482  | 487  | 476  | 495  | 497  |
|               | 2017 | 2019 | 2021 | 2022 | 2023 |